# Юзефув (Жирардовський повіт)
Юзефув (пол. Józefów) — село в Польщі, у гміні Віскітки Жирардовського повіту Мазовецького воєводства.
Населення — 81 особа (2011).
У 1975-1998 роках село належало до Скерневицького воєводства.

## Демографія
Демографічна структура станом на 31 березня 2011 року:
|          | Загалом | Допрацездатний вік | Працездатний вік | Постпрацездатний вік |
| -------- | ------- | ------------------ | ---------------- | -------------------- |
| Чоловіки | 42      | 10                 | 28               | 4                    |
| Жінки    | 39      | 8                  | 23               | 8                    |
| Разом    | 81      | 18                 | 51               | 12                   |